# Limnophilomyia nigeriensis
Limnophilomyia nigeriensis är en tvåvingeart som beskrevs av Alexander 1974. Limnophilomyia nigeriensis ingår i släktet Limnophilomyia och familjen småharkrankar.
Artens utbredningsområde är Nigeria. Inga underarter finns listade i Catalogue of Life.